# Arrival (film)
 For alternative betydninger, se Arrival. (Se også artikler, som begynder med Arrival)
Arrival er en amerikansk science fiction-film fra 2016 instrueret af Denis Villeneuve efter manuskript af Eric Heisserer, og er baseret på Ted Chiangs novelle Story of Your Life. Amy Adams, Jeremy Renner og Forest Whitaker spiller hovedrollerne.

## Medvirkende
- Amy Adams som Dr. Louise Banks
- Jeremy Renner som Ian Donnelly
- Forest Whitaker som Colonel Weber
- Michael Stuhlbarg som Agent Halpern
- Tzi Ma som General Shang
- Mark O'Brien som Captain Marks

## Eksterne links
- Officiel hjemmeside
- Arrival på Internet Movie Database (engelsk)
- Arrival på Filmdatabasen
- Arrival på Scope
- Arrival i Svensk Filmdatabas (svensk)
- Arrival på AlloCiné (fransk)
- Arrival på MovieMeter (nederlandsk)
- Arrival på AllMovie (engelsk)
- Arrival hos American Film Institute (engelsk)
- Arrival hos British Film Institute (engelsk)
- Arrival på Turner Classic Movies (engelsk)